# Đội tuyển bóng đá U-17 quốc gia San Marino
Đội tuyển bóng đá U-17 quốc gia San Marino là đội tuyển U-17 của San Marino. Đội được quản lý bởi Liên đoàn bóng đá San Marino. Huấn luyện viên của đội là Pietro Rossi.
Họ đã tham dự vòng loại Giải Vô địch Bóng đá U-17 châu Âu từ năm 2003. Họ đã thi đấu 44 trận, thua 40 trận, hòa 3 trận (trước Andorra vào năm 2012, Quần đảo Faroe vào năm 2005 và Armenia vào năm 2015) và 1 trận thắng trước Andorra vào năm 2002.

## Thành tích tại các giải đấu

### Giải vô địch bóng đá U-17 thế giới
- 1985-1991: Không tham dự
- 1993: Không vượt qua vòng loại
- 1995: Không tham dự
- 1997-2019: Không vượt qua vòng loại
- 2021: Giải đấu bị hủy
- 2023: Không vượt qua vòng loại

### Giải vô địch bóng đá U16 châu Âu
- 1982-1987: Không tham dự
- 1988: Không vượt qua vòng loại
- 1989: Không tham dự
- 1990: Không vượt qua vòng loại
- 1991: Không tham dự
- 1992: Không tham dự
- 1993: Không vượt qua vòng loại
- 1994-1996: Không tham dự
- 1997-1999: Không vượt qua vòng loại
- 2000: Không tham dự
- 2001: Không vượt qua vòng loại

### Giải vô địch bóng đá U-17 châu Âu
- 2002: Không tham dự
- 2003-2019: Vòng loại
- 2020: Giải đấu bị hủy
- 2021: Giải đấu bị hủy
- 2022: Vòng loại
- 2023: Vòng loại

## Đội hình hiện tại
- Đội hình dưới đây được triệu tập cho Vòng loại Giải Vô địch Bóng đá U-17 châu Âu 2023.[4]
- Ngày diễn ra trận đấu: 13–19 tháng 10 năm 2022
- Đối thủ:  Thổ Nhĩ Kỳ,  Thụy Sĩ và  Bulgaria
- Số liệu thống kê tính đến: 26 tháng 10 năm 2021, sau trận gặp  România

| Số | VT | Cầu thủ             | Ngày sinh (tuổi)  | Trận | Bàn | Câu lạc bộ         |
| -- | -- | ------------------- | ----------------- | ---- | --- | ------------------ |
|    | TM | Davide Bernardi     | 17 tháng 9, 2006  | 0    | 0   | San Marino Academy |
|    | TM | Jacopo Casadei      | 23 tháng 11, 2007 | 0    | 0   | San Marino Academy |
|    | TM | Andrea Grana        | 3 tháng 7, 2006   | 0    | 0   | San Marino Academy |
|    |    |                     |                   |      |     |                    |
|    | HV | Giacomo Benvenuti   | 3 tháng 2, 2006   | 3    | 0   | Sassuolo           |
|    | HV | Tommaso Benvenuti   | 3 tháng 2, 2006   | 3    | 0   | Sassuolo           |
|    | HV | Federico Domeniconi | 14 tháng 7, 2006  | 3    | 0   | Vis Pesaro         |
|    | HV | Luca Fortunati      | 10 tháng 8, 2006  | 0    | 0   | San Marino Academy |
|    | HV | Pietro Marinucci    | 21 tháng 10, 2007 | 0    | 0   | San Marino Academy |
|    | HV | Manuel Molari       | 7 tháng 6, 2006   | 0    | 0   | San Marino Academy |
|    | HV | Alberto Riccardi    | 1 tháng 10, 2006  | 0    | 0   | San Marino Academy |
|    |    |                     |                   |      |     |                    |
|    | TV | Tommaso Bindi       | 6 tháng 7, 2007   | 0    | 0   | San Marino Academy |
|    | TV | Marco Casadei       | 24 tháng 7, 2006  | 0    | 0   | San Marino Academy |
|    | TV | Tommy Cervellini    | 4 tháng 8, 2006   | 2    | 0   | San Marino Academy |
|    | TV | Enea Della Balda    | 8 tháng 7, 2007   | 0    | 0   | San Marino Academy |
|    | TV | Francesco Menicucci | 21 tháng 7, 2006  | 0    | 0   | Novafeltria        |
|    | TV | Luca Pasolini       | 14 tháng 11, 2007 | 0    | 0   | San Marino Academy |
|    |    |                     |                   |      |     |                    |
|    | TĐ | Gabriel Capicchioni | 12 tháng 5, 2006  | 0    | 0   | Rimini             |
|    | TĐ | Nicolas Giacopetti  | 5 tháng 6, 2006   | 0    | 0   | San Marino Academy |
|    | TĐ | Nicolas Protti      | 24 tháng 7, 2007  | 0    | 0   | San Marino Academy |
|    | TĐ | Enea Semperlotti    | 4 tháng 11, 2007  | 0    | 0   | San Marino Academy |
|    | TĐ | Arda Khan Yazici    | 2 tháng 2, 2006   | 2    | 0   | San Marino Academy |